# Algodón

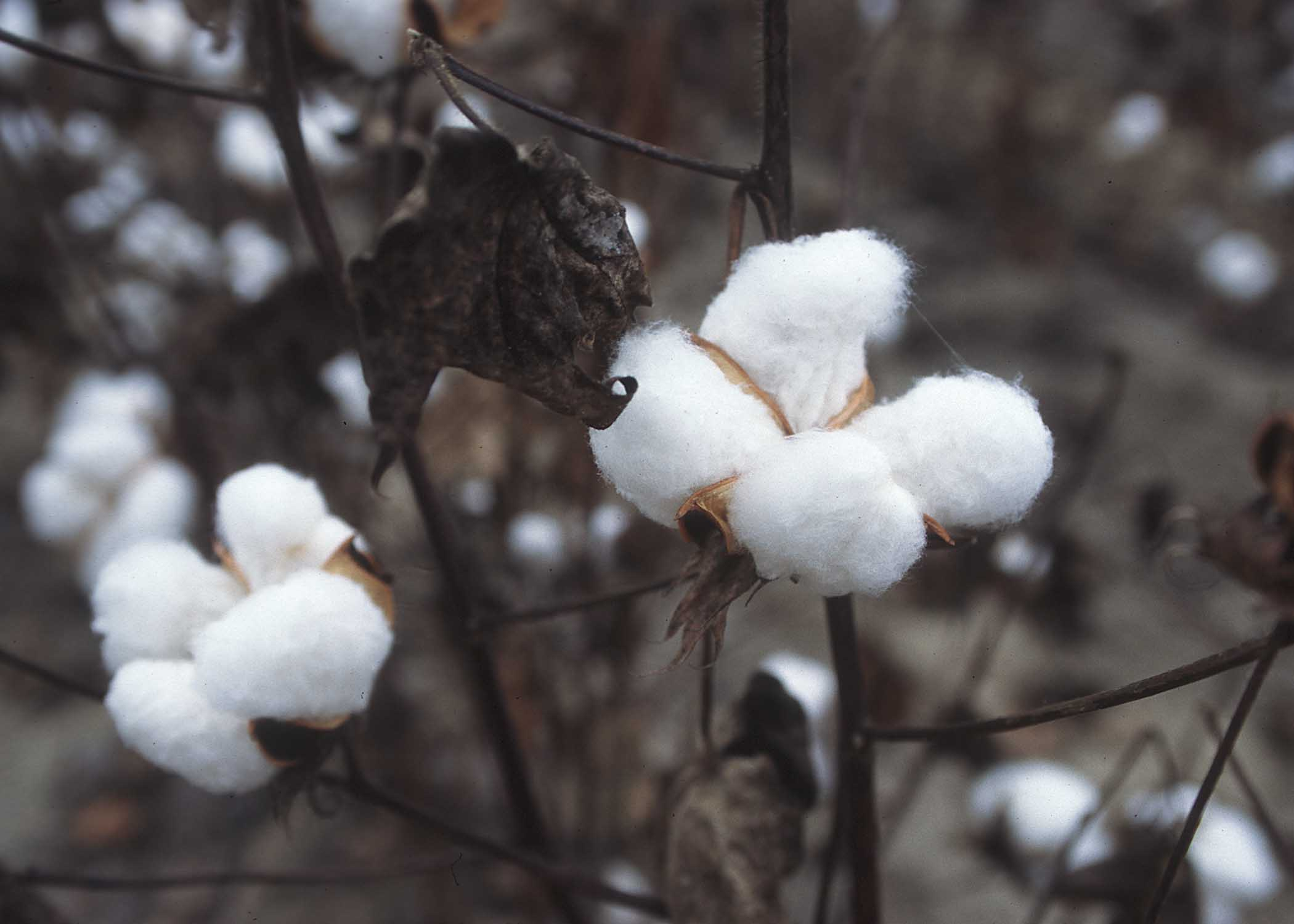
Una planta de algodón con el algodón a punto para ser recolectado.

El algodón es una fibra textil vegetal que crece alrededor de las semillas de la planta del algodón, un arbusto del género Gossypium, pertenece a la familia de las malváceas, originario de las regiones tropicales y subtropicales, hay diferentes especies autóctonas en América, África o la India. La palabra algodón deriva del árabe قُطْن (al) qutn.
El algodón es la fibra natural más importante que se produce en el mundo, su importancia empezó en el siglo XIX con el proceso de industrialización y hoy en día todavía representa casi la mitad del consumo mundial de fibras textiles. No todas las especies del género Gossypium tienen valor comercial, las fibras se obtienen de la semilla de unas pocas especies, la longitud y el grueso de la fibra dependen de su procedencia.

## Historia

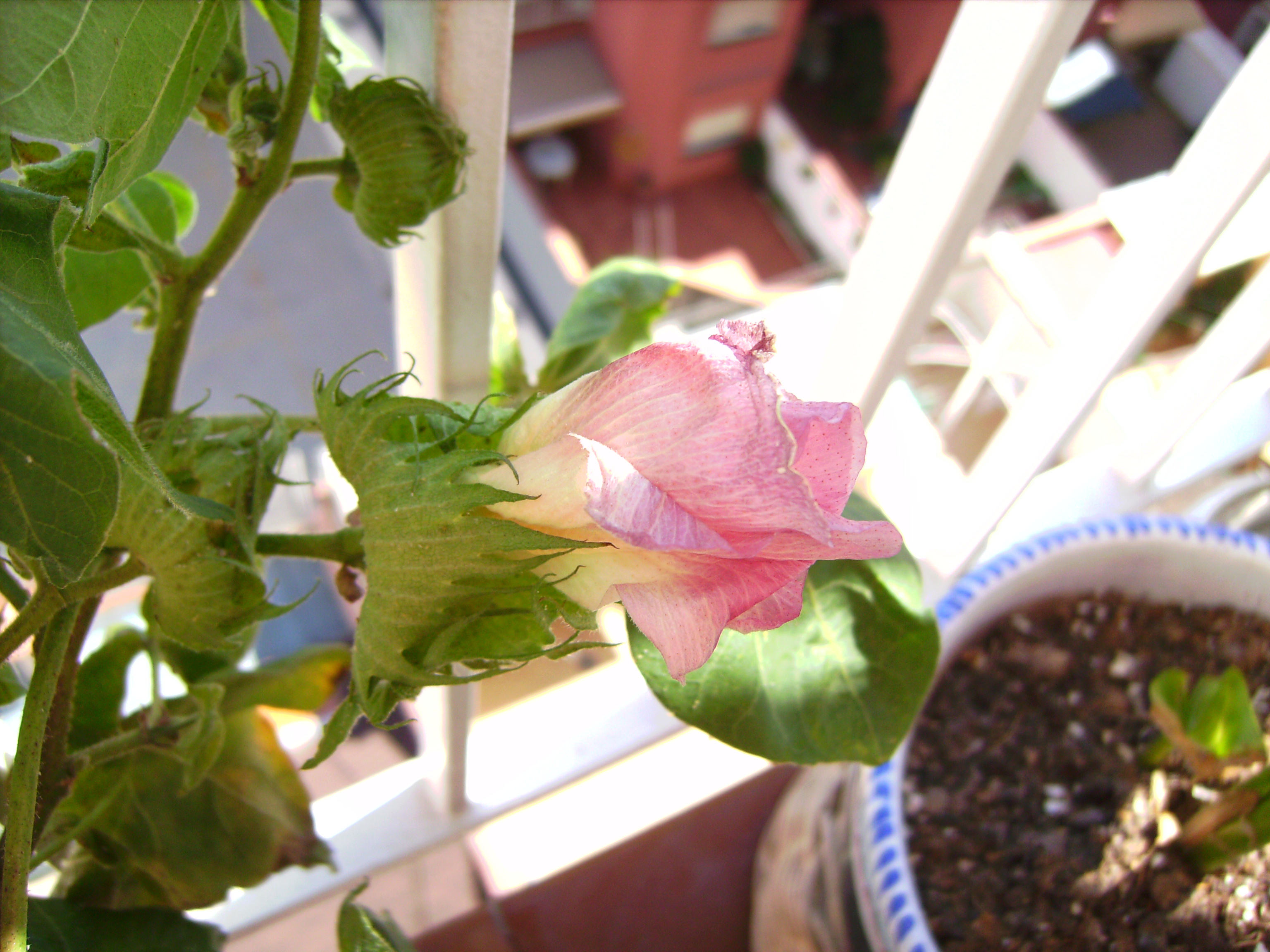
Flor de algodón (Gossypium hirsutum) vista de perfil (crece en una azotea de Barcelona).

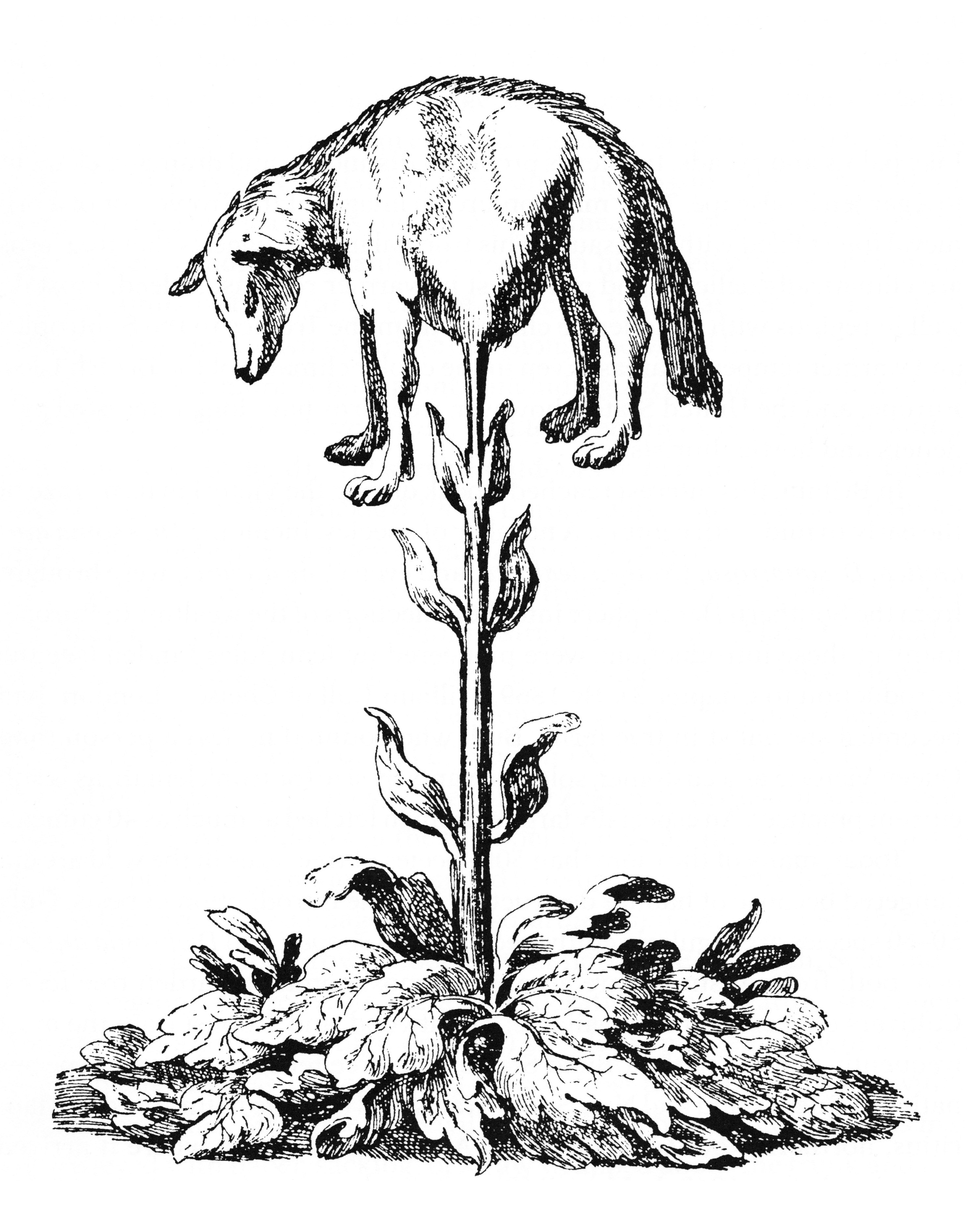
Representación de la fabulosa planta del algodón en una ilustración del.

Modelo de la hiladora spinning jenny de James Hargreaves, del 1765. Expuesta en el museo de Wuppertal, (Renania del Norte-Westfalia, Alemania).

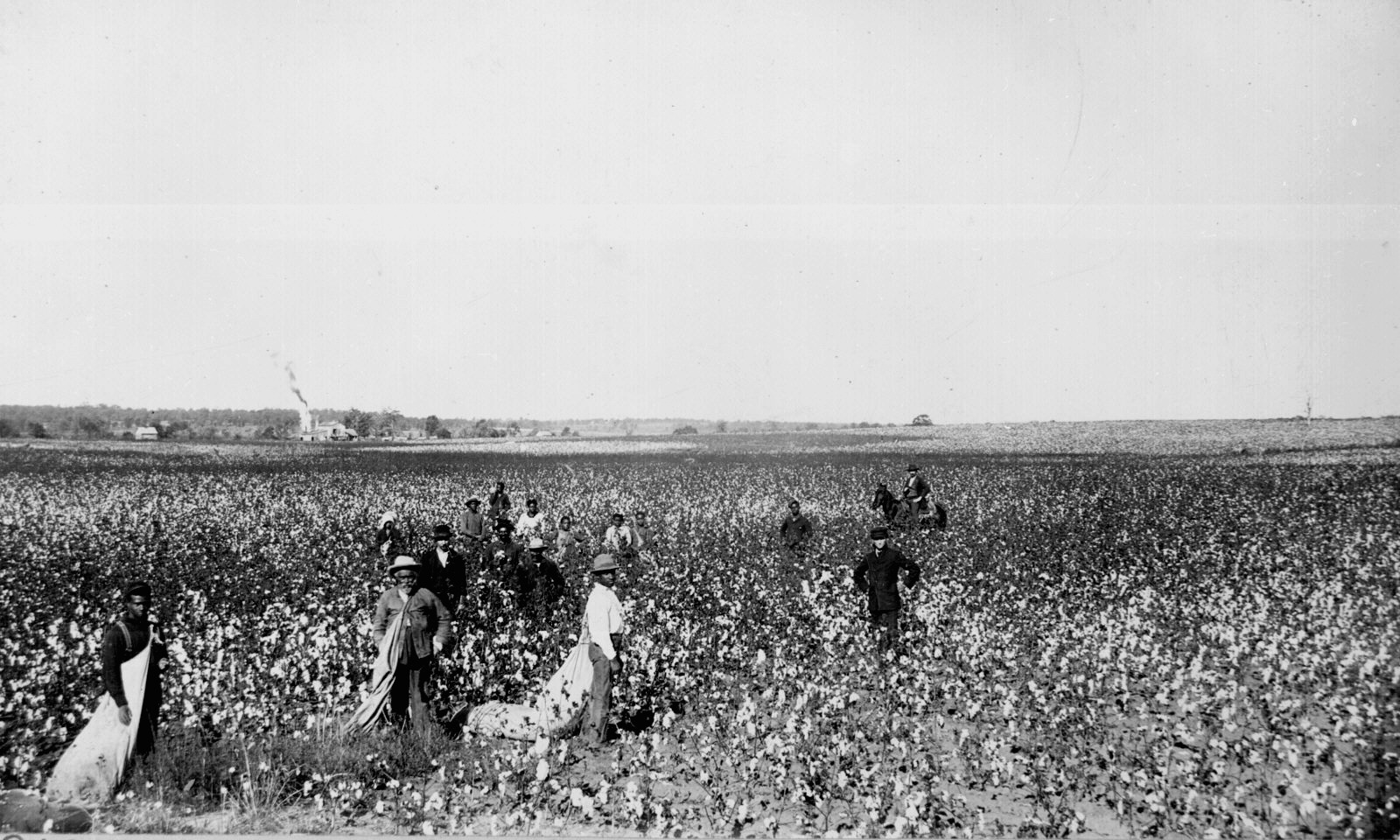
Recogida manual del algodón a finales del en una plantación de Oklahoma.

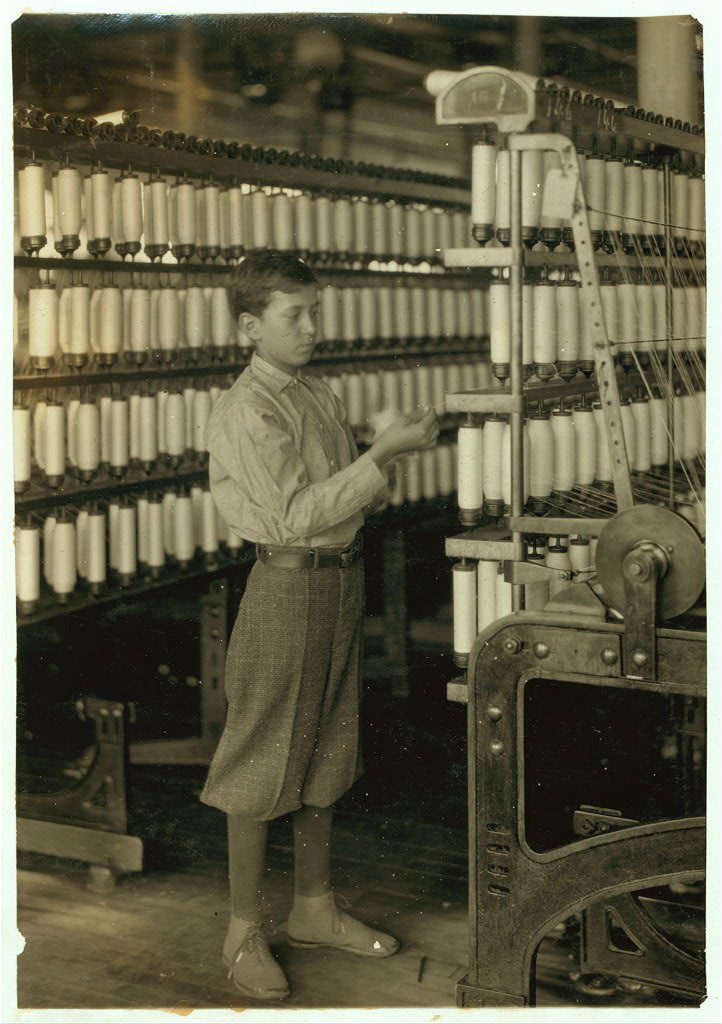
Un chico de catorce años en una hiladora estadounidense. El trabajo infantil todavía era habitual a principios del.

En América, restos de algodón fueron descubiertos en una cueva cerca de Tehuacán, México, que datan del año 5500 a. C., pero su antigüedad ha sido cuestionada. Fechada de manera más fehaciente es la domesticación de Gossypium hirsutum en México entre alrededor de 3400 y 2300 a. C. Hoy en día, todavía es la variedad más plantada en todo el mundo, alrededor del 89,9 % del total de la producción mundial. La mayor diversidad de especies silvestres de algodón se encuentra en México, seguido por Australia y África.
En Perú, el cultivo de la especie de algodón indígena Gossypium barbadense se ha fechado, a partir de un hallazgo en Ancón, hasta c. 4200 aC, y fue la columna vertebral del desarrollo de culturas costeras como el Norte Chico, Moche y Nazca. El algodón se cultivaba río arriba, se convertía en redes y era comercializado en las aldeas de pescadores a lo largo de la costa a cambio de grandes suministros de pescado. Los españoles que llegaron a México y Perú a principios del siglo XVI encontraron que la población cultivaba algodón y portaba vestimentas fabricadas con sus tejidos.
El algodón fue cultivado por primera vez en Asia hace unos 7000 años (V milenio a. C.-IV milenio a. C.) por los habitantes de la civilización del valle del Indo, una civilización que ocupaba una gran parte del noroeste del subcontinente indio, incluyendo partes del este del actual Pakistán y el noroeste de la India. La industria del algodón del Indo se desarrolló mucho y algunos métodos utilizados en el hilado y el tejido del algodón se continuaron utilizando hasta la industrialización moderna de la India.
Griegos y árabes aparentemente ignoraron el algodón hasta la época de Alejandro Magno, como su contemporáneo Megástenes dijo a Seleuco en Indica «hay árboles donde crece la lana».
En Persia, la historia de algodón se remonta a la época aqueménida pero hay pocas fuentes sobre el cultivo del algodón en la Persia preislámica. Su cultivo era común en Merv, Rey y Fars. En los poemas de algunos poetas persas como Ferdousí y Shahnameh, hay muchas referencias al cultivo del algodón («panbe» en persa). Marco Polo (en el siglo XIII) al referirse a los principales productos de Persia incluye el algodón. John Chardin, un famoso viajero francés del siglo XVII, que había visitado el Imperio safávida describió las grandes explotaciones algodoneras de Persia.
A finales de la Edad Media, el algodón llegó a ser conocido en el norte de Europa, era una fibra importada de la que se desconocía su origen, salvo que salía de una planta. Debido a su parecido con la lana la gente llegó a imaginar que el algodón tenía que ser producido por una planta de ovejas. Juan de Mandeville, en su libro de viajes publicado entre 1357 y 1371, mencionó como un hecho cierto la creencia de que: Allá en la India crece un árbol maravilloso que cría pequeños corderos en el extremo de sus ramas. Estas ramas eran tan flexibles que se inclinaban para permitir comer a los corderos cuando tenían hambre. Estas creencias tienen un reflejo en el nombre del algodón en algunos idiomas europeos, como el alemán Baumwolle, que literalmente significa lana de árbol (Baum significa árbol y Wolle significa lana). A finales del siglo XVI, el algodón se cultivaba en todas las regiones cálidas de Asia y de América.
La manufactura artesana algodonera india decayó gradualmente durante la expansión británica y el establecimiento del dominio colonial entre finales del siglo XVIII y principios del siglo XIX. Esto se debió en gran parte a las agresivas políticas mercantiles coloniales impuestas por la Compañía Británica de las Indias Orientales, que hicieron que el procesamiento del algodón y los talleres textiles de la India no fueran competitivos. De este modo los mercados indios se vieron obligados cada vez más a vender solo algodón en bruto y fueron forzados por imposición de la ley británica a comprar productos textiles fabricados en Gran Bretaña.
El advenimiento de la Revolución Industrial en Gran Bretaña supuso un gran estímulo para la manufactura del algodón, convirtiéndose los textiles en el principal producto de exportación británico. El 1738, Lewis Paul y John Wyatt, de Birmingham, Inglaterra, patentaron la máquina de hilar mediante rodillos, y el sistema de volante y bobina para la elaboración de algodón con un grueso más uniforme utilizando dos juegos de carretes que giraban a velocidades diferentes. Más tarde, la invención de la hiladora Jenny en 1764 y de la hiladora de marco giratorio de Richard Arkwright en 1769, permitieron a los tejedores ingleses producir algodón y tela en cantidades mucho más grandes. A partir del siglo XVIII, la ciudad inglesa de Mánchester adquirió el apodo de Cottonopolis debido al omnipresencia de la industria del algodón dentro de la ciudad y su papel como centro del comercio mundial del algodón. La capacidad de producción de Gran Bretaña y los Estados Unidos mejoró todavía más con la invención de la desmotadora de algodón por el estadounidense Eli Whitney en 1793, que permitió la utilización del algodón americano de fibra corta en la industria textil. Mejorar la tecnología y aumentar el control de los mercados mundiales permitió a los comerciantes británicos desarrollar una cadena comercial en la que las fibras de algodón en rama eran adquiridas (al principio) en las plantaciones coloniales, era transformado en tejido en los molinos de Lancashire, y se volvía a exportar con los barcos británicos hacia los mercados cautivos coloniales del África Occidental Británica, la India y China (a través de Shanghái y Hong Kong).
En la década de 1840, la India ya no era capaz de producir las grandes cantidades de algodón que demandaban y necesitaban las fábricas británicas para su producción, al mismo tiempo que el envío de grandes volúmenes de algodón indio requería de bastante tiempo y dinero. Todo esto, unido a la aparición del algodón americano como un tipo de calidad superior (debido a las fibras más largas y fuertes de las dos especies nativas americanas (Gossypium hirsutum y Gossypium barbadense), alentó a los comerciantes británicos a empezar a comprar el algodón de las plantaciones de los Estados Unidos y el Caribe. Este algodón también era mucho más barato, puesto que era producido por esclavos. A mediados del siglo XIX, el algodón se había convertido en la base de la economía del sur de los Estados Unidos donde el cultivo y la cosecha del algodón se convirtió en la ocupación principal de los esclavos.
Durante la Guerra de Secesión, las exportaciones estadounidenses de algodón se hundieron debido al bloqueo que los estados de la Unión impusieron a los puertos del Sur, así como por una decisión estratégica del gobierno de la Confederación de cortar las exportaciones con la esperanza de forzar a Gran Bretaña a reconocer a la Confederación o a entrar en la guerra; no obstante los principales compradores de algodón, el Reino Unido y Francia, pasaron a considerar a Egipto como sustituto. Los comerciantes británicos y franceses hicieron grandes inversiones en las plantaciones egipcias de algodón y el gobierno de Ismail Pachá recibió importantes préstamos concedidos por los bancos y las bolsas de valores de Europa. Cuando la guerra civil estadounidense acabó en 1865, los comerciantes británicos y franceses abandonaron el algodón egipcio y volvieron las importaciones baratas procedentes de los Estados Unidos, llevando a Egipto a una espiral deficitaria que provocó que el país se declarara en bancarrota en 1876, un factor clave para la posterior anexión de Egipto por el Imperio británico en 1882.
Mientras duró la guerra civil en los Estados Unidos se incrementó el cultivo del algodón en el Imperio británico, especialmente en la India, para tratar de sustituir la producción perdida en los estados de la Confederación. A través de aranceles y otras restricciones, el gobierno británico desalentó la producción de tejidos de algodón en la India, de este modo el algodón en rama era enviado a Inglaterra para su procesamiento.
En los Estados Unidos, el algodón del Sur aportó capital para el desarrollo continuado del norte. El algodón producido por esclavos africanos no solo ayudó al sur, también enriqueció a los comerciantes norteños dado que gran parte del algodón era transportado a través de los puertos norteños.
El algodón continuó siendo un cultivo clave en la economía de los estados del sur después de la Proclamación de Emancipación de los esclavos y del final de la Guerra Civil en 1865. La aparcería emergió en el Sur como la forma contractual que permitía a los esclavos negros liberados y los agricultores blancos sin tierra trabajar en las plantaciones de algodón, que continuaron siendo propiedad de los blancos ricos, a cambio de una parte de los beneficios. Las plantaciones de algodón requerían grandes cantidades de mano de obra para cosechar el algodón, no fue hasta la década de 1950 cuando aparecieron máquinas fiables para recoger el algodón (la maquinaria anterior había sido demasiado torpe para recoger algodón sin triturar las fibras). Durante el siglo XX, la ocupación en la industria del algodón disminuyó gradualmente a medida que las máquinas empezaron a reemplazar a los trabajadores, y la mano de obra rural del Sur se redujo durante la Primera y la Segunda Guerra Mundial. Actualmente, el algodón sigue siendo una de las principales exportaciones del sur de los Estados Unidos, y la mayoría de la cosecha mundial de algodón es de la variedad americana de fibra larga.

## Día Mundial del Algodón
El Día Mundial del Algodón nació en 2019, cuatro grandes productores del África subsahariana -Benín, Burkina Faso, Chad y Malí, conocidos como los «Cuatro del Algodón», le propusieron a la Organización Mundial del Comercio la celebración anual de esta fibra vegetal (la cual sustenta a 28,67 millones de agricultores y más de 100 millones de familias en 75 países de los 5 continentes) cada 7 de octubre. Durante 2 años consecutivos, la fecha brindó la oportunidad de compartir conocimientos y exhibir actividades relacionadas con el sector, para así aumentar la visibilidad y el papel fundamental en el desarrollo económico, el comercio internacional y el alivio de la pobreza de este.

## La fibra de algodón

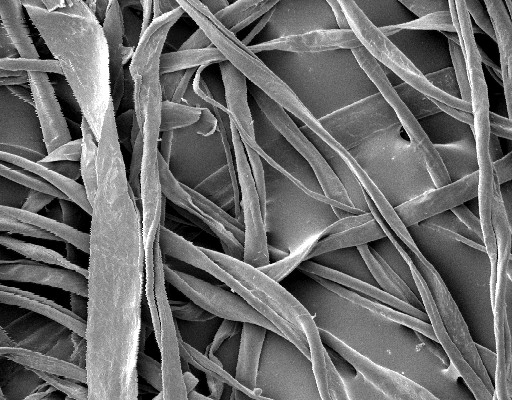
Fibras de algodón fotografiadas con un microscopio electrónico de barrido.

Las fibras de algodón se originan alrededor de las semillas del algodón, sus cápsulas tienen de 3 a 4 lóbulos que se abren en la madurez, cada uno de estos lóbulos contiene de 5 a 10 semillas y cada semilla está recubierta por un gran número de fibras, de 10.000 a 20.000 por semilla.
Las fibras son unas excrecencias epidérmicas o tricomas, por lo tanto, no presentan lignificación y no pueden ser consideradas como verdaderas fibras a pesar de que se utilice esta denominación. Estos pelos tienen la forma de un tubo aplanado y presentan una estructura formada por una cutícula compuesta por una mezcla de cutina y pectina, una capa externa de celulosa, una capa de depósitos secundarios casi totalmente compuesta por celulosa, unas paredes que rodean la cavidad central en forma de espiral llena de una sustancia nitrogenada. La composición química de la fibra de algodón es de un 94% de celulosa, un 1,23% de proteínas, un 1,2% de sustancias pécticas, un 1,2% de materias minerales, un 0,6% de cera, un 0,3% de azúcar, y el resto por otros elementos.
El color de la fibra va del blanco al blanco amarillento o con tonalidades rojizas, su longitud depende de la especie, G. barbadense produce fibras de entre 34 y 42 mm, G. Hirsutum de entre 24 y 34 mm y G. Herbaceum de longitud inferior a 23 mm. Su diámetro también depende de la especie y oscila entre los 15 y los 25 micrómetros. Según sea la longitud de las fibras, comercialmente se diferencian los algodones de fibra corta o algodón indio, de fibra mediana o algodón americano y de fibra larga o algodón egipcio.
El algodón de fibra larga es más caro puesto que sirve para la fabricación de tejidos, vestidos, camisas, etc.; el de fibra mediana se dedica tejidos para la ropa interior o camisetas y el de fibra corta es el más barato, con él se fabrica ropa de trabajo o sábanas.

## Cultivo

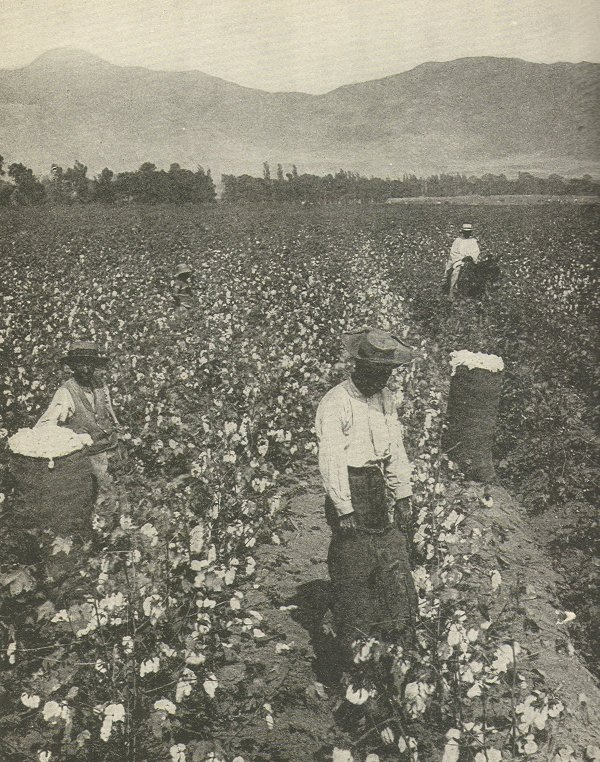
Recogida manual de algodón al sur de los EE. UU., a principios del.

El éxito de cultivo del algodón requiere un largo periodo sin heladas, mucho sol, y una precipitación atmosférica moderada, en general del orden de 600 a 1200 mm. Los suelos tiene que ser, en general, bastante pesados, aunque el nivel de nutrientes no es necesario que sea excepcional. En general, estas condiciones se cumplen en los periodos secos de los trópicos y de las zonas subtropicales de los hemisferios norte y sur, pero hoy en día una gran parte del algodón se cultiva en zonas con menos lluvias gracias a la utilización del riego.
Los preparativos para la producción de algodón acostumbran a empezar al poco de la cosecha precedente, que se hace en otoño. El periodo de la siembra es la primavera en el hemisferio norte y oscila desde principios de febrero hasta principios de junio. El área de los Estados Unidos conocida como South Plains (oeste de Texas) es la región contigua más grande del mundo dedicada al cultivo del algodón. Aunque el algodón puede ser cultivado en las tierras secas (sin riego) de esta región, un buen rendimiento solo se consigue con una fuerte dependencia de la irrigación, que aprovecha las aguas del acuífero de Ogallala.
Dado que el algodón es un poco tolerante a la sal y a la sequía, es un cultivo muy atractivo para las regiones áridas y semiáridas del mundo. Como los recursos hídricos sufren una disminución en todo el mundo, las economías que dependen de este cultivo se enfrentan a dificultades y conflictos, así como posibles problemas ambientales.
Por ejemplo, el cultivo inadecuado y las prácticas de irrigación han provocado la desertización de las áreas de Uzbekistán, donde el algodón es una de las principales exportaciones. En los tiempos de la Unión Soviética, el mar de Aral fue aprovechado por la agricultura de regadío, principalmente del algodón, y hoy en día la salinización de los suelos está muy extendida.

### Especies cultivadas

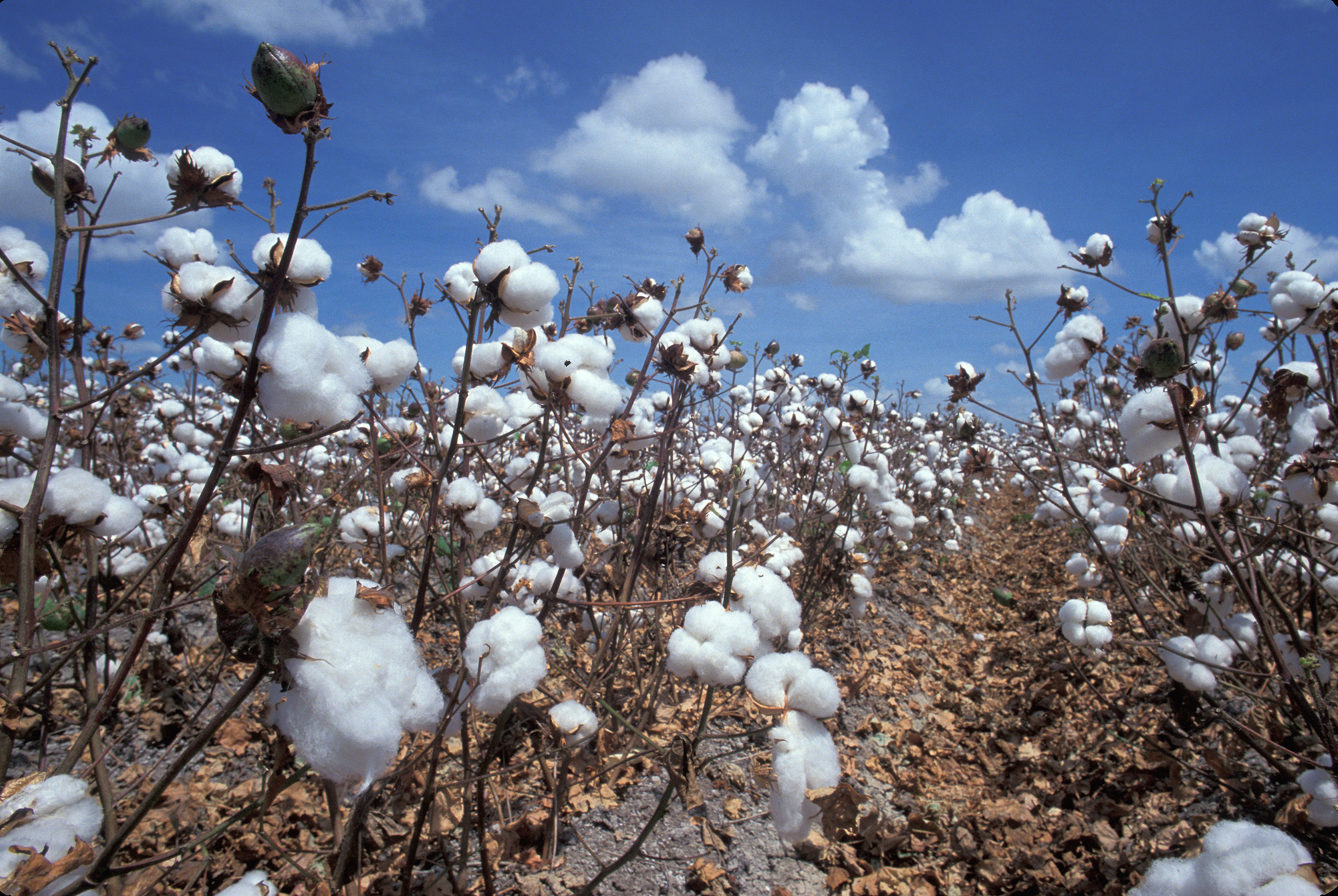
Un campo de algodón.

Hay unas cuarenta especies de algodón, pero solo cuatro presentan valor comercial:
- Gossypium arboreum L.. Es originario de la India y Pakistán.
- Gossypium barbadense L. Es originario de América del Sur, Colombia.[20]
- Gossypium herbaceum L. Es originario del sur de África y la península de Arabia.
- Gossypium hirsutum L. Es originario de América Central, México, el Caribe y Florida.

G. hirsutum es la especie más extendida mundialmente, las especies difieren por las longitud de la fibra (más larga o más corta) y por las características agronómicas, pero el algodón siempre necesita un verano muy cálido y mucha agua de lluvia o de riego, como en el caso, por ejemplo, del algodón egipcio.

### Algodón transgénico

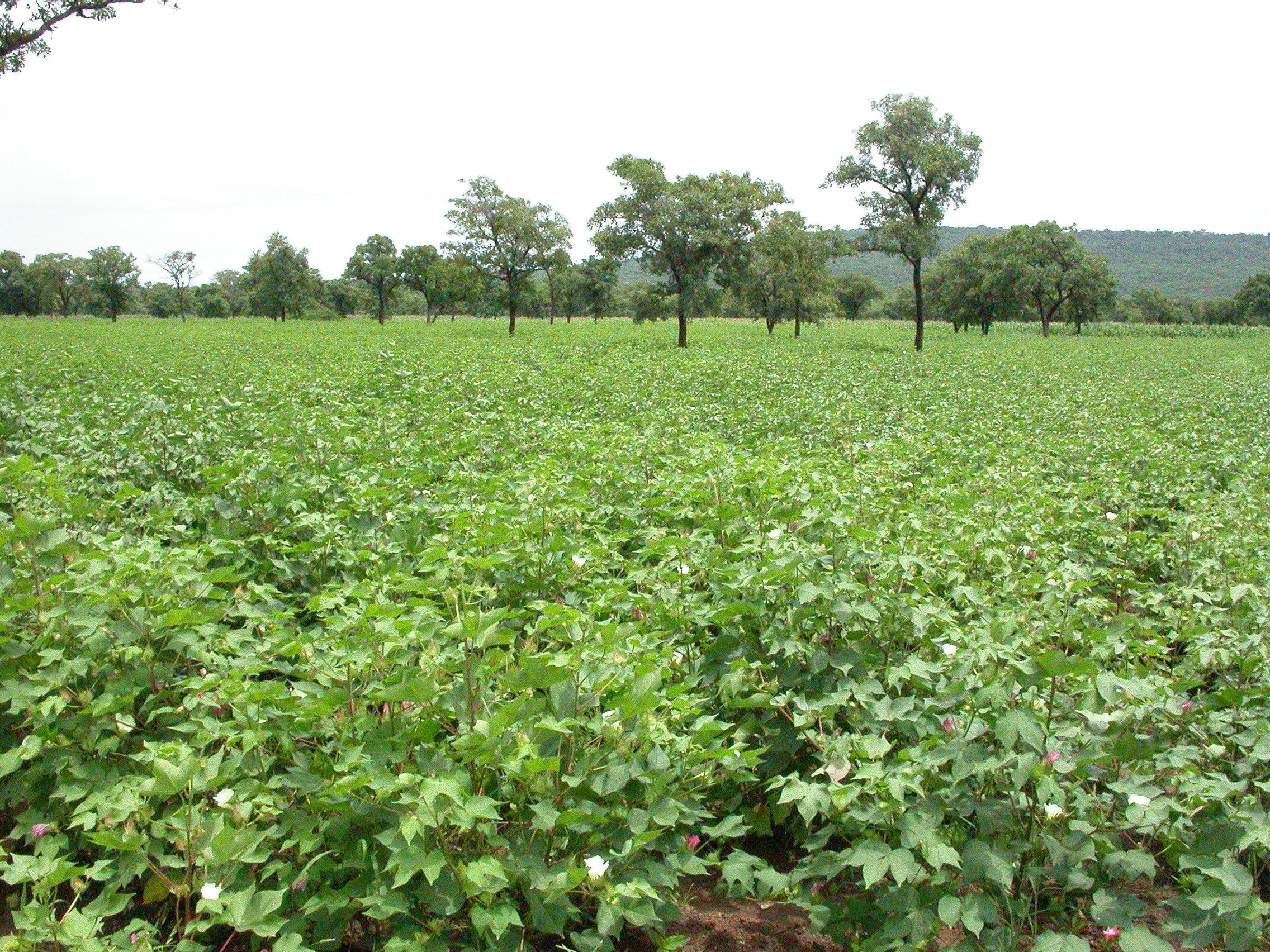
Campo de algodón al norte de Benín.

Algunas compañías utilizan la ingeniería genética para alterar la naturaleza del algodón y que resulte, por ejemplo, de diferentes colores. Empresas multinacionales como Monsanto han producido semillas de las que se obtienen diferentes colores, especialmente el azul indio que se utiliza en la confección de los pantalones vaqueros. En la Región Autónoma de Xinjiang (China) se han desarrollado plantas que producen fibras de colores rojo, verde, azul o negro. Otros, en cambio, utilizan la biotecnología para generar fibras mucho más largas y resistentes. La empresa Natural Cotton Colors patentó en 1990 dos variedades de algodón de colores naturales: marrón (Coyote) y verde.
Pero no todas las variaciones genéticas de este cultivo apuntan a su coloración. Muchas de las modificaciones buscan hacer que la planta sea más resistente a algunos tipos de plagas, como la variedad Bt Cotton; o resistentes a los herbicidas como la variedad Roundup Ready, de Monsanto, resistente al glifosato (Roundup).
Pese a la resistencia al uso de transgénicos, ya en 1997 el 25% de las áreas sembradas con este cultivo en los Estados Unidos correspondían a variedades genéticamente modificadas. Otro de los grandes productores, la India, dio vía libre al cultivo transgénico en 2001, en su variedad Bt.

### Algodón orgánico, biológico o ecológico
En contraposición al cultivo de variedades modificadas genéticamente se encuentra la agricultura ecológica del algodón, que además de no utilizar plantas transgénicas (modificadas) tampoco utiliza productos químicos sintéticos como fertilizantes o plaguicidas. Su producción también promueve y mejora la biodiversidad y los ciclos biológicos. Las plantaciones de algodón de los Estados Unidos están obligadas a cumplir el National Organic Program (NOP). Esta institución determina las prácticas permitidas para el control de plagas, cultivo, fertilización, y gestión del cultivos orgánicos. En 2007, se produjeron en el mundo 265.517 balas de algodón orgánico en 24 países y la producción en todo el mundo estaba creciendo a un ritmo de más del 50% al año.

### Mecanización de la cosecha

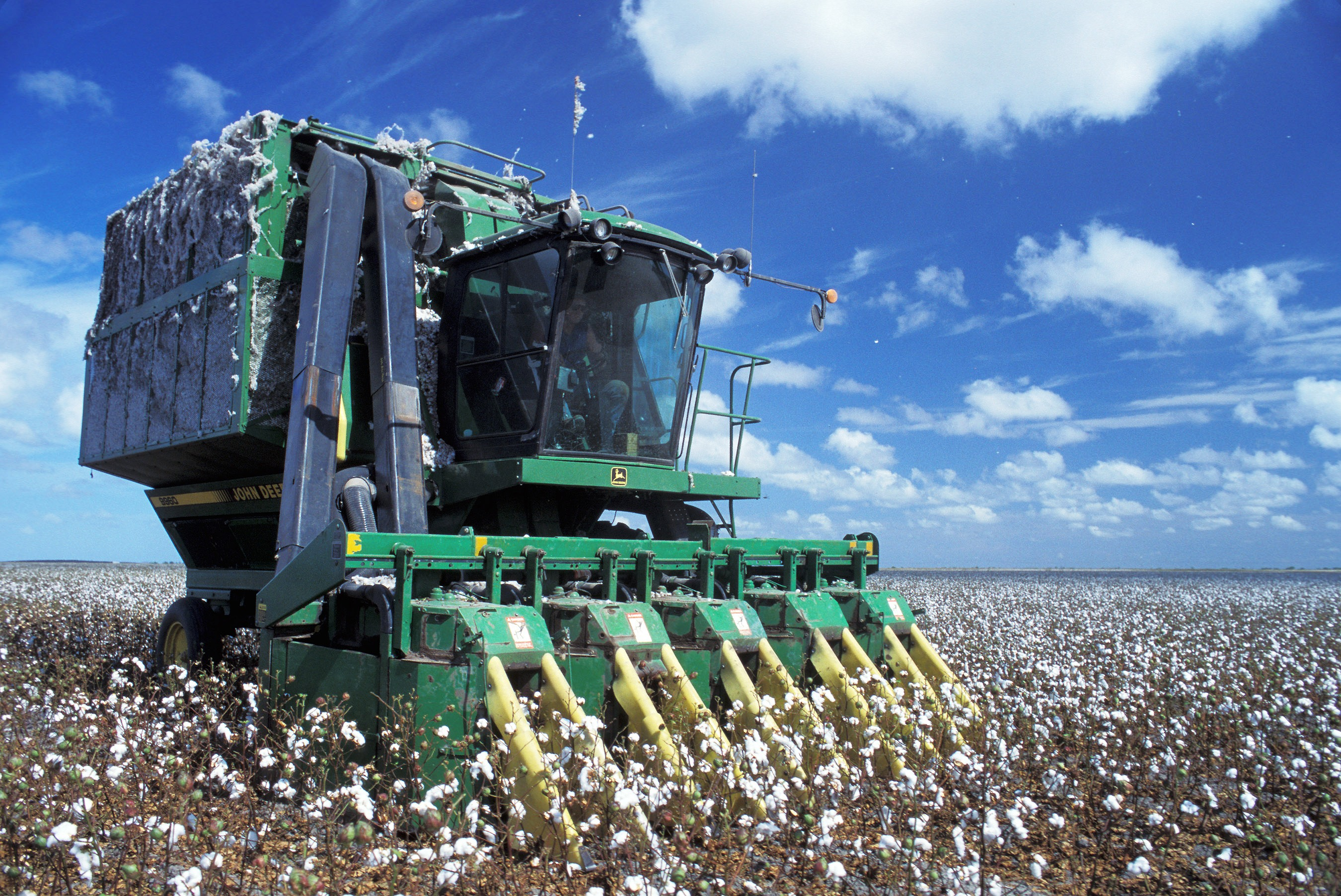
Máquina recolectora de algodón.

La mayor parte del algodón producido en los Estados Unidos, Europa y Australia se cosecha mecánicamente, ya sea con una máquina recolectora de algodón, que extrae el algodón de las cápsulas sin dañar la planta, o por máquinas arrancadores de cápsulas de algodón, que recogen las cápsulas enteras de la planta. Estas últimas máquinas se utilizan en las regiones donde hace demasiado viento por el cultivo de variedades aptas para las máquinas recolectoras, y en general después de la aplicación de un producto químico defoliante o de la defoliación natural que se produce después de las heladas. El algodón es un cultivo perenne en los trópicos, sin defoliaciones. El algodón continúa siendo recogido manualmente en países subdesarrollados como en el caso de Colombia y Uzbekistán, entre otros.

## Algodón y desgranado
El desgranado es una operación que consiste en separar las semillas del algodón, los granos, de las fibras que lo rodean. Hoy en día es un proceso continuo que empieza con la recepción del algodón crudo, y acaba con el embalaje de las fibras del algodón procesado. El desgranado del algodón produce grandes cantidades de residuos sólidos en la forma de semillas (que pueden servir como alimento para los animales) y otros productos de rechazo, además el proceso emite contaminantes como el polvo de algodón y vello. Con el fin de reducir la incidencia del gusano rosado del algodón (Pectinophora gossypiella) en los residuos, en ciertos países se regula estrictamente el transporte y la eliminación de la semilla de algodón y otros residuos. Donde lo permiten los reglamentos, las semillas son enviadas a los molinos para extraer el aceite. Una manera de eliminar los residuos producidos por el desgranado es transformarlos en adobo, o también someterlos a fumigación, esterilización o incineración. En algunos países se queman los residuos al aire libre, causando molestias, contaminación atmosférica y problemas de olor.
El problema principal para la salud que surge del desgranado se relaciona con el polvo. La exposición a niveles excesivos de polvo de algodón causa de la bisinosis, una enfermedad respiratoria grave. Además, el excesivo ruido también puede ser un problema en esta industria.

## Comercio
Los principales productores de algodón en 2009 fueron China y la India, con una producción anual respectiva 34 y 24 millones de balas, pero la mayor parte de esta producción es consumida por sus respectivas industrias textiles. Los grandes exportadores de algodón en rama son los Estados Unidos y África; concretamente, la participación africana en el comercio del algodón mundial se ha duplicado desde 1980. Ninguno de las dos zonas tiene una industria textil importante, este tipo de industria manufacturera se trasladó a los países en desarrollo del este y el sur de Asia, como la India y China.

### Producción

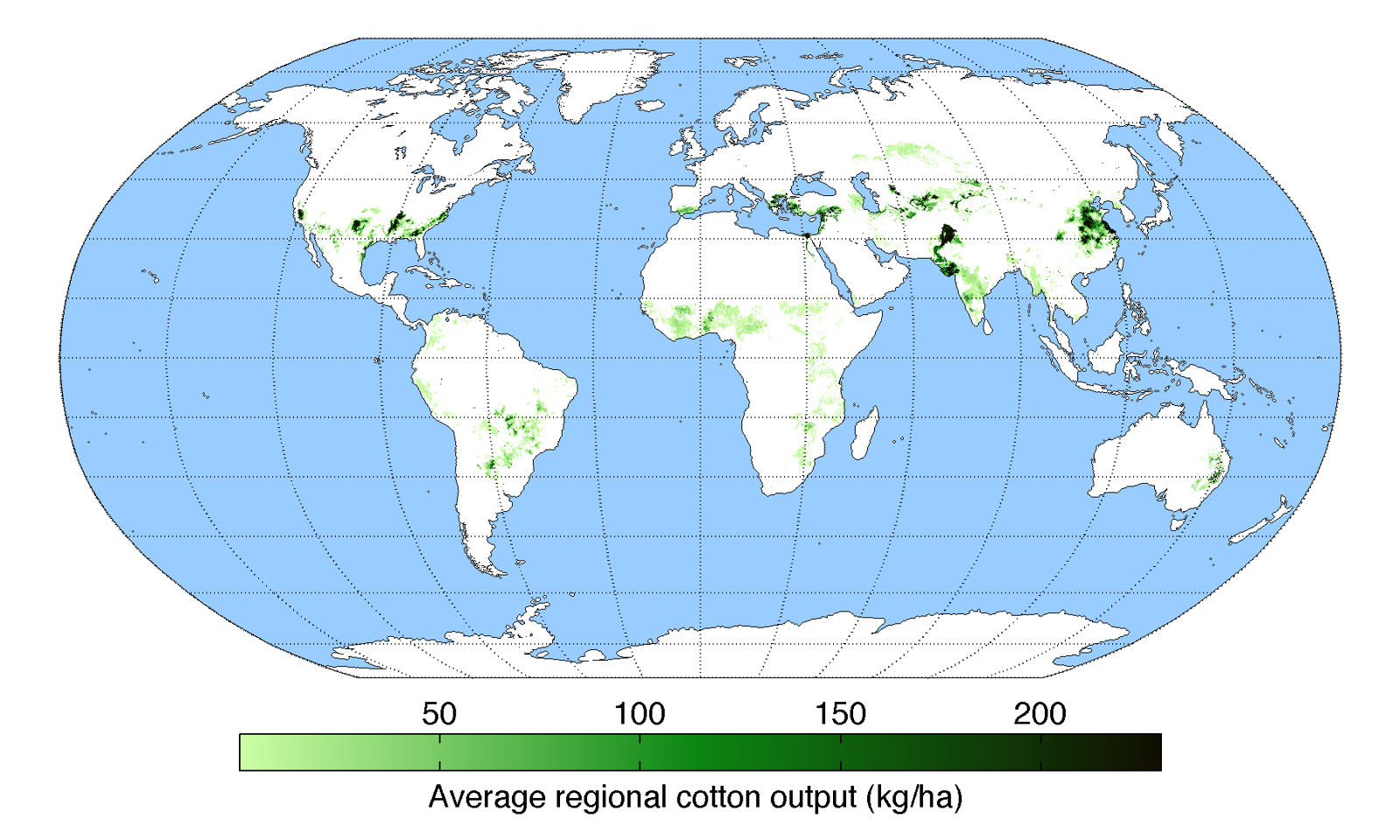
Zonas productoras de algodón en el mundo.

Los cinco principales exportadores de algodón del 2020 fueron:
1. China
2. India
3. Estados Unidos
4. Brasil
5. Paquistán

Los grandes importadores de algodón son:
1. Corea del Sur
2. Rusia
3. Taiwán
4. Japón
5. Hong Kong

| Principales productores de algodón (2018) (toneladas) | Principales productores de algodón (2018) (toneladas) |
| ----------------------------------------------------- | ----------------------------------------------------- |
| China                                                 | 17.711.962                                            |
| India                                                 | 14.657.000                                            |
| Estados Unidos                                        | 11.429.937                                            |
| Brasil                                                | 4.956.044                                             |
| Pakistán                                              | 4.828.439                                             |
| Turquía                                               | 2.570.000                                             |
| Australia                                             | 2.500.000                                             |
| Uzbekistán                                            | 2.293.039                                             |
| Grecia                                                | 837.432                                               |
| Argentina                                             | 813.692                                               |

Fuente
Los cinco principales exportadores de algodón el 2011 son (1) de los Estados Unidos, (2) India (3) Brasil, (4) Australia, y (5) Uzbekistán. Los mayores importadores no productores son Corea, Taiwán, Rusia, Hong Kong y Japón.
En la India, los estados de Maharastra (26,63%), Guyarat (17,96%) Andhra Pradesh (13,75%) y Madhya Pradesh son los estados líderes en la producción de algodón, unos estados con un clima predominantemente tropical húmedo y seco.
En Pakistán, el algodón se cultiva principalmente en las provincias de Panyab y Sind. El área principal de producción de algodón es el Panyab, al sur, que comprende las áreas alrededor de Bahawalpur, Multan y Vehari. Faisalabad es una empresa líder en el sector textil dentro del Pakistán. Panyab tiene un clima tropical húmedo y seco durante todo el año facilitando el aumento del crecimiento del algodón.
En los Estados Unidos, el estado de Texas lideró la producción total a partir de 2004, mientras que el estado de California tuvo el más alto rendimiento por hectárea.

## Propiedades eléctricas
A 27% de humedad relativa la resistividad del algodón es:
| 5.87 * 1010 Ω*m |

A 27% de humedad relativa la conductividad del algodón es:
| 0.17 * 10-10 S/m |

Esto lo vuelve un aislante eléctrico.